# Thorvald Madsen (dokumentarfilm)
|  | Denne artikel er oprettet af botten Steenthbot ud fra en ekstern database. Den kan derfor have sproglige fejl eller mangler. Denne skabelon kan fjernes efter kontrol af indholdet. |

Thorvald Madsen er en dansk dokumentarfilm fra 1949 instrueret af Jens Henriksen og efter manuskript af Thorvald Madsen og Jens Henriksen.

## Handling
Dr. med & jur. Thorvald Madsen, optaget februar 1949 (Statens Serum Institut). En dansk læge og bakteriolog. Madsen var fra 1910-1940 direktør for Statens Serum Institut. Under 1. verdenskrig var Thorvald Madsen i kraft af sin stilling som direktør for Statens Serum Institut stærkt involveret i det humanitære arbejde vedrørende krigsfanger.

## Medvirkende
- Thorvald Madsen